# Otello (film, 1906)
Pour les articles homonymes, voir Otello.
Pour plus de détails, voir Fiche technique et Distribution.
Otello est un film italien réalisé conjointement par Mario Caserini et le cinéaste français Gaston Velle, sorti en 1906.
Ce film muet en noir et blanc s'inspire d'une pièce de William Shakespeare, Othello ou le Maure de Venise (1604). Le réalisateur Mario Caserini y joue le rôle de Iago.

## Synopsis
Othello, qu’on appelle « Le Maure de Venise », est la dupe du méchant Iago, qui lui fait découvrir en lui des sentiments cachés de rage et de jalousie dont il ne connaissait même pas l’existence.
Ainsi le naïf Othello commence à suspecter les intentions de sa femme Desdémone et en arrive à la tuer, mais ce n'est pas fini : la fureur qui le domine est maintenant implacable et le Maure commence à avoir deux visages : l’Othello doux et passionné et son côté caché explosif et ils le mèneront au suicide après qu’il se sera rendu compte qu’on l’a trompé.

## Fiche technique
- Titre original : Otello
- Pays d'origine :  Royaume d'Italie
- Année : 1906
- Réalisation : Mario Caserini, Gaston Velle
- Histoire : William Shakespeare, d'après sa pièce Othello ou le Maure de Venise
- Directeur de la photographie : Filoteo Alberini
- Société de production et de distribution : Società Italiana Cines
- Langue : italien
- Genre : Drame historique
- Format : Muet - Noir et blanc - 1,33:1 - 35 mm
- Métrage : 210 m
- Durée : 4 minutes
- Dates de sortie :
  - Royaume d'Italie : 30 octobre 1906
  - France : février 1908
- Autres titres connus :
  - Royaume-Uni : Othello
  - États-Unis : Othello
  - France : Otello

## Distribution
- Ubaldo Maria Del Colle : Otello
- Maria Gasperini : Desdemona
- Mario Caserini : Iago
- Fernanda Negri Pouget : Emilia